# Pavle Bulatović
Pour les articles homonymes, voir Bulatović.
Pavle Bulatović, né le 13 décembre 1948 à Gornji Rovci, près de Kolašin (Monténégro), et mort assassiné le 7 février 2000 à Belgrade, est un homme politique yougoslave, membre du Parti socialiste populaire du Monténégro.

## Biographie
Diplômé en économie, il travaille comme professeur privé et éditeur d'un journal étudiant jusqu'en 1989. Il se lie alors avec Momir Bulatović (aucune parenté) et s'engage en politique. Après les élections de 1991, il est nommé ministre de l'Intérieur du Monténégro, puis obtient le même poste dans le gouvernement yougoslave l'année suivante. Proche allié de Slobodan Milosevic, il est nommé ministre yougoslave de la Défense en 1994, poste qu'il conserve jusqu'à sa mort.

## Mort
Il est tué à l'arme à feu dans un restaurant de Banjica, un quartier périphérique de Belgrade.